# Шампињел (Јон)
Шампињел (фр. Champignelles) насеље је и општина у источном делу централне Француске у региону Бургоња, у департману Јон која припада префектури Осер.
По подацима из 2011. године у општини је живело 1040 становника, а густина насељености је износила 19,52 становника/km². Општина се простире на површини од 53,29 km². Налази се на средњој надморској висини од 181 метар (максималној 224 m, а минималној 154 m).

## Демографија
| 1962. | 1968. | 1975. | 1982. | 1990. | 1999. | 2011. |
| ----- | ----- | ----- | ----- | ----- | ----- | ----- |
| 1.124 | 1.149 | 1.115 | 1.160 | 1.086 | 1.131 | 1.040 |

График промене броја становника у току последњих година